# Tiédio
Tiédio est une ville située au nord-est de la Côte d'Ivoire et appartenant au département de Tanda, dans la district du Zanzan, région du Gontougo. La localité de Tiédio est un chef-lieu de commune et de sous-préfecture .